# Charny (Lévis)
Pour les articles homonymes, voir Charny.
Charny est l'un des dix quartiers de la ville de Lévis et l'un des quatre situés dans l'arrondissement Les Chutes-de-la-Chaudière-Est, dans la région de la Chaudière-Appalaches au Québec. Cette ancienne municipalité créée en 1903 fusionna à Lévis le 1er janvier 2002. On y dénombre 12 002 habitants.

## Historique
Le territoire de Charny occupe une portion de la seigneurie de Lauzon connue aux XVIIIe et XIXe siècles comme la concession de l'Hêtrière. Cette portion du territoire, derrière le premier rang, est considérée peu propice au peuplement en raison de sa forêt dense et par la qualité moyenne des terres. Les premières terres dans ce secteur sont attribuées entre 1790 et 1830.
Bien que concédées par l'autorité seigneuriale, les terres de la concession de l'Hêtrière, qui font partie à l'époque de la paroisse de Saint-Jean-Chrysostome, ne sont pas dénombrées lors des recensements du Bas-Canada de 1831 et de 1842. Cette absence de peuplement dans l'Hêtrière s'explique du fait que plusieurs censitaires ont aussi des terres ailleurs dans la seigneurie et qu'ils sont recensés ailleurs. Le seigneur John Caldwell aurait concédé des terres afin de favoriser l'exploitation des forêts près de la rivière Chaudière, en dispensant les censitaires du critère habituel de résidence obligatoire.
Timidement, les censitaires commencent l'exploitation de leurs terres à compter du milieu du XIXe siècle. Mais sitôt installés, leurs terres seront coupées par le passage du chemin de fer Quebec & Richmond Railway (ce chemin de fer sera acquis peu après par le Grand Tronc), qui relie l'Estrie à la Pointe-Lévy. Le premier convoi sur cette ligne de chemin de fer circulera le 13 novembre 1854.

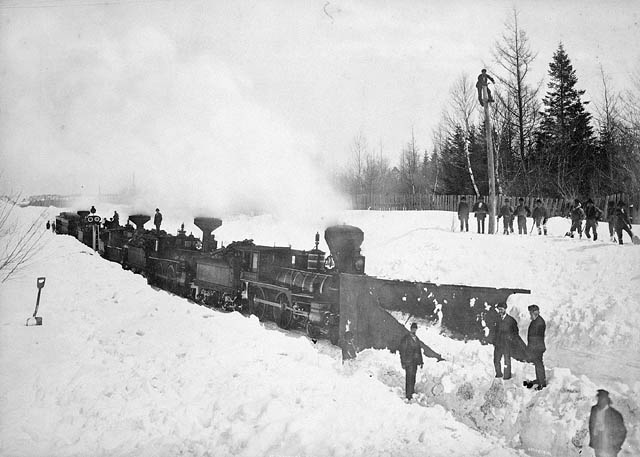
Un chasse-neige servant à l'entretien de la voie du Grand Tronc, à Chaudière Junction en février 1869.

Une première gare est vraisemblablement construite à Charny en 1855. Il s'agit d'une modeste cabane de bois qui servait principalement à distribuer les ordres de marche pour les trains qui empruntent la courbe en direction de Hadlow Cove, Lévis, Montmagny et de Rivière-du-Loup. L'endroit est connu sous le nom de Chaudiere Curve. Au cours des 25 années suivantes, le développement de l'industrie du chemin de fer et les fusions d'entreprise favorisent l'émergence de deux réseaux principaux desservant l'est du Québec et des Maritimes, le Grand Tronc et l'Intercolonial. Le 17 juillet 1879, l'Intercolonial se porte acquéreur de la section du chemin de fer du Grand-Tronc entre Hadlow et Rivière-du-Loup, ce qui consolide la position de l'endroit, maintenant connu sous le nom Chaudiere Junction, comme centre de réparation, de ravitaillement et de transbordement.
La présence d'une source d'eau à proximité et la topographie de l'endroit facilite la construction des installations de ravitaillement et de triage, auxquelles s'ajoutent un centre de réparation de wagons et de locomotives et un entrepôt. Les investissements des deux compagnies ferroviaires font en sorte que Chaudiere Junction devient rapidement un nœud ferroviaire important; en quelques mois le trafic à la gare la place en huitième place de tout le réseau nord-américain du Grand-Tronc. 
Des habitants s'installent à cet endroit, alors appelé Chaudière Junction ou West Junction. En 1903, la paroisse de Notre-Dame-du-Perpétuel-Secours de Charny est fondée, détachée de Saint-Jean-Chrysostome. Charny acquiert le statut de ville en 1965, avec 4564 habitants. 
Elle est fusionnée à la grande ville de Lévis dans le cadre de la réorganisation des municipalités du Québec en 2002. Le dernier Conseil municipal, avant la fusion, était constitué du maire Alain Lemaire et de ses conseillères et conseillers: Sylvie Collet, Lise Robitaille, Josette St-Pierre, Jacques Bélanger, Richard Ledoux et Michel Turner.

## Services

### Commerçants, entreprises et artisans
- DuProprio
- Usine d'équarrissage Sanimax (anciennement Alex Couture)
- Scie BGR
- Maxipaysage
- Jet sable Lemieux
- Merrill Allard
- Brique Concept
- Usine Matelas Dauphin
- Centre Esthetique Autos GSP (PROTECT PRO )
- Autobus La Quebecoise,  Autobus Fleur de lys (Autocar), Autobus Groupe Auger, Allied System transport, Jack Cooper transport   CN

### Parcs et centres sportifs
- Parc des Chutes-de-la-Chaudière

Ces chutes alimentent le réseau électrique d'Hydro-Québec. Le nom chaudière vient de la forme spécifique de la base des chutes qui forment une chaudière.
- Parc Maréchal-Joffre

Le parc Joffre est le plus gros parc de la ville de Charny. Il est composé d'un terrain de soccer, d'un terrain de baseball, une patinoire l'hiver et d'un court de tennis. Il accueillait précédemment et localement la fête de la Fête nationale du Québec jusqu'en 2002. Le nom vient de Joseph Joffre, sous les ordres duquel plusieurs cheminots de Charny ont servi pendant la Première Guerre mondiale, et qui était très aimé de ses soldats. La rotonde Joffre de Charny est aussi baptisée en son honneur.
- Parc de la Rivière

Le deuxième parc en termes de grosseur de la ville de Charny. Il y a la seule piscine publique de Charny, un terrain de soccer, un terrain de pétanque, un terrain de baseball, une patinoire l'hiver et des échiquiers.
- Le complexe de soccer stade Honco de Lévis est un stade intérieur de soccer (football) sur gazon artificiel. Adjacent à l'École secondaire les Etchemins, c'est le premier stade de ce type sur la rive-sud de Québec.

- L'Aquaréna est un complexe multisportif, comprenant une piscine et une patinoire.

- Dekhockey Lévis

Situé près du club de golf de Charny, cette ligue est la plus importante de toute la région de Québec. L'entreprise a célébré son 20e anniversaire à l'été 2013. Elle possède dorénavant deux surfaces intérieures et quatre extérieures pour l'été 2020. Dekhockey Lévis reçoit à chaque année les plus gros tournois provinciaux dont la Coupe Burrows. Des équipes masculines, féminines, mixtes et juniors y pratiquent le dekhockey. 

### Transports

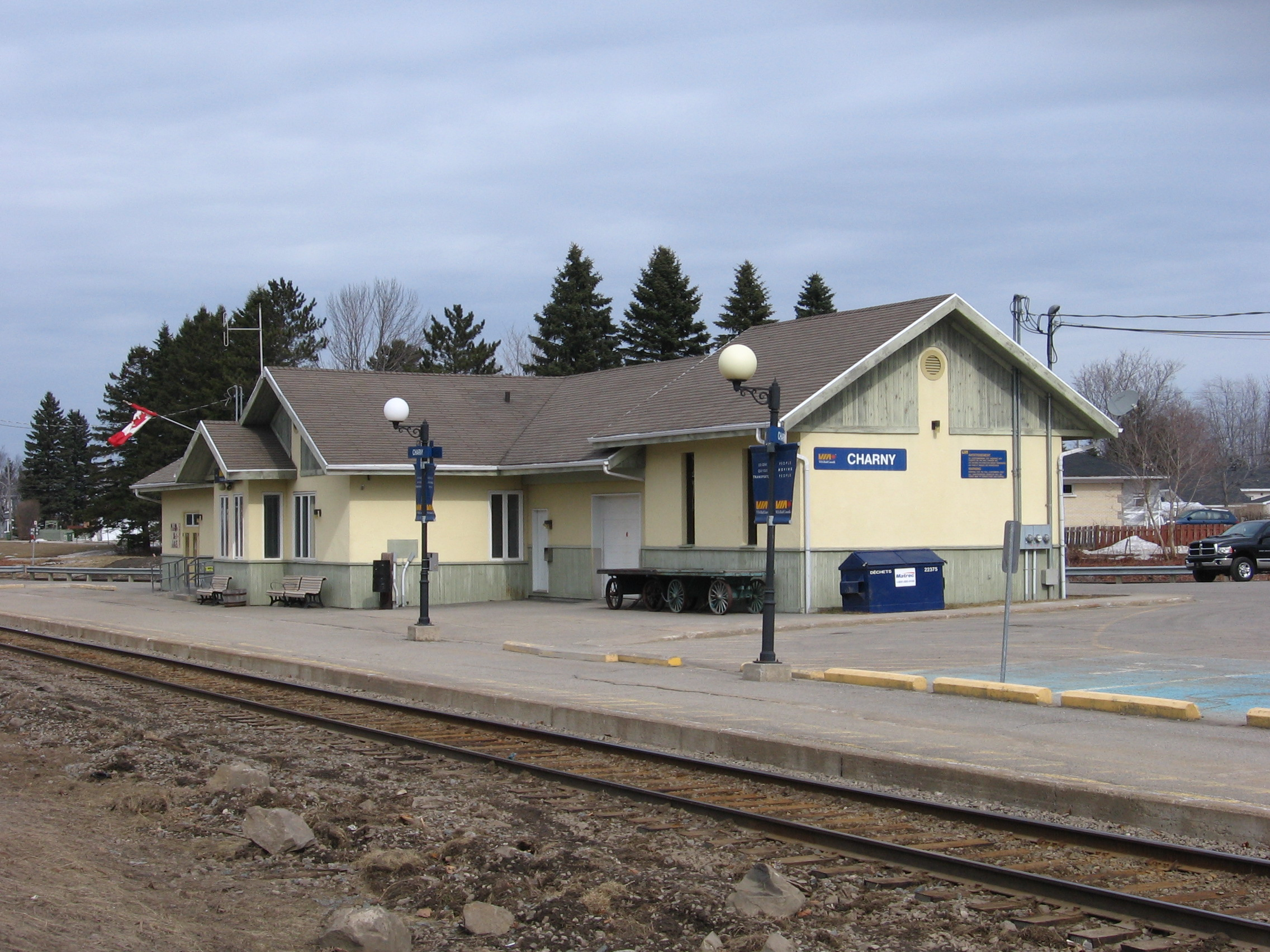
Gare de Charny.

Le secteur Charny est desservi par les parcours 35R, 35E, et 19 de la Société de transport de Lévis.
- Gare Via Rail sur la ligne reliant Montréal aux Provinces maritimes.
- Gare de triage Joffre du Canadien National
- Allied system (transport d'automobile)

### Édifices religieux
- Église catholique Notre-Dame-du-Perpétuel-Secours (1903)[8].
- Église évangélique baptiste des Etchemins
- Ancienne église presbytérienne construite en 1921, maintenant une demeure privée.
- Église réformée de la Rive-Sud[9]

### Salles, théâtres et lieux d'expositions
- Théâtre l'Actuel (fermé)
- Salle Paul-Bouillé

### Santé

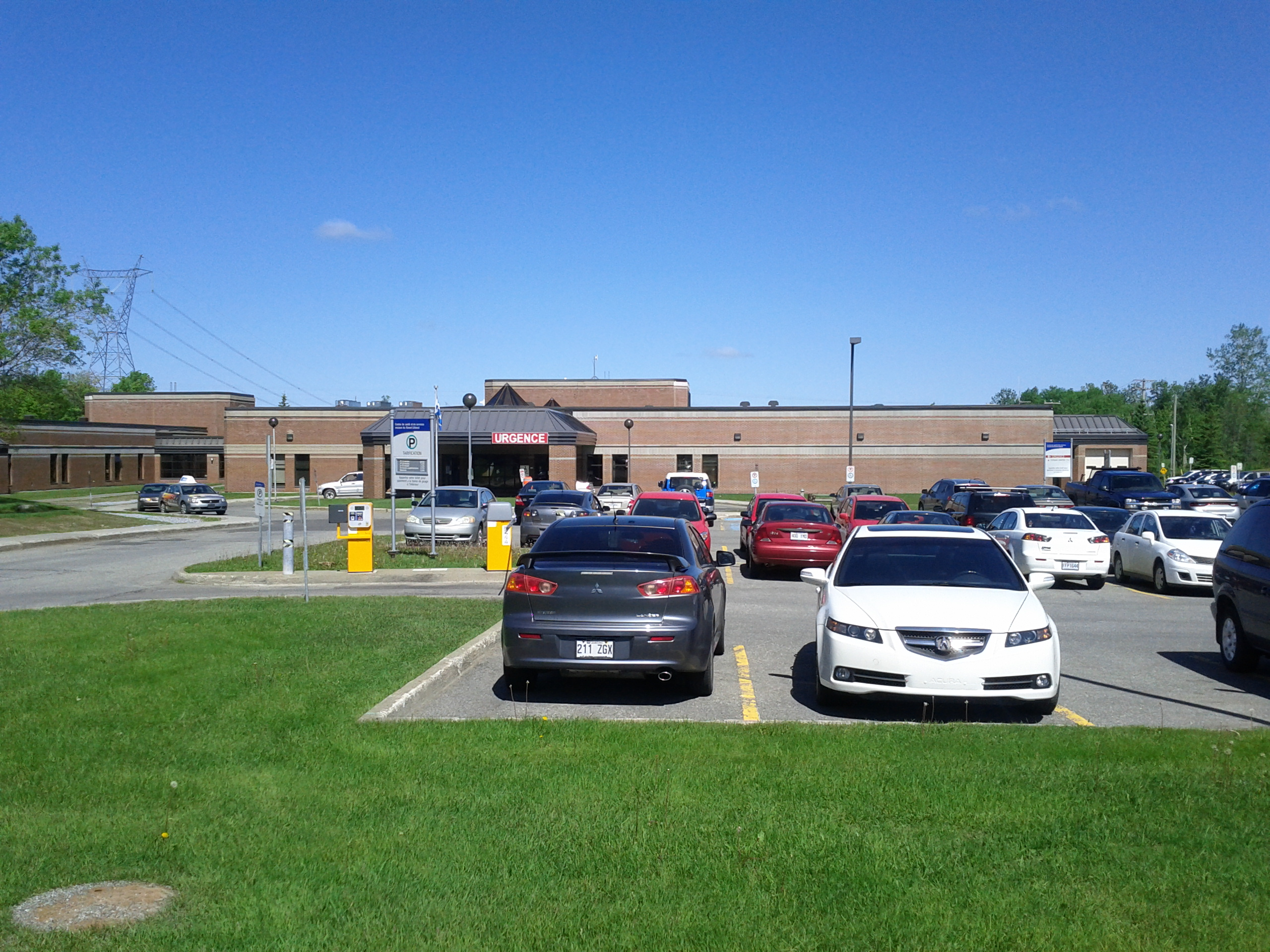
Le centre hospitalier Paul-Gilbert a ouvert ses portes en 1987.

Un premier hôpital est construit à Charny en 1932 sous l'impulsion du Dr Paul Gilbert, un chirurgien originaire de Rivière-du-Loup. L'hôpital Notre-Dame-de-Charny compte 12 lits et quatre berceaux. Il est agrandi à trois reprises au cours des 15 années suivantes avant d'être cédé en 1948 aux religieuses de Saint-Paul de Chartres. Le Dr Gilbert continue d'y pratiquer la chirurgie et l'obstétrique jusqu'aux années 1970. Au cours de sa carrière qui s'étend sur plus de 40 ans, le médecin a notamment pratiqué 3 000 accouchements.
Après le décès du Dr Gilbert, le sort de l'hôpital est incertain. On envisage la fermeture de l'établissement et sa conversion en Centre local de services communautaires (CLSC). L'intervention de Jean Garon, à l'époque député de Lévis et ministre dans le gouvernement de René Lévesque, convainc les autorités de construire un nouveau centre hospitalier pour desservir la population de la région. Le nouveau centre hospitalier Paul-Gilbert ouvre ses portes en 1987.

### Éducation
- Écoles primaires Les petits Cheminots (Notre-Dame - La Passerelle)
- École primaire Saint-Louis-de-France
- École secondaire les Etchemins (ESLE)

## Démographie
| 1976  | 1981  | 1986  | 1991   | 1996   | 2001   | 2006   | 2011   | 2016   |
| ----- | ----- | ----- | ------ | ------ | ------ | ------ | ------ | ------ |
| 6 461 | 8 240 | 9 123 | 10 239 | 10 661 | 10 507 | 10 367 | 10 083 | 10 254 |

| 2021 | - | - | - | - | - | - | - | - |
| ---- | - | - | - | - | - | - | - | - |
| -    | - | - | - | - | - | - | - | - |